# Pękawnica
Pękawnica (pot. Pankawa) – niewielka rzeka w województwie wielkopolskim, lewy dopływ Gwdy.
Wypływa nieopodal wsi Tarnówczyn, niedługo potem przekształca się w Kanał Sokoleński. Dopiero w środkowym biegu, gdy wpływa do lasów Puszczy nad Gwdą przybiera właściwie charakter rzeki. W dolnej części płynie głębszym korytem, przybierając postać potoku górskiego. Następnie przekracza drogę krajową nr 11 i wpada do Gwdy dwiema odnogami w okolicach wsi Krępsko i Dobrzyca.
Do 1945 r. poprzednią niemiecką nazwą rzeki było Pankawnitz. W publikacji z 1926 r. przedstawiono polską nazwę Pękawnica. W 1955 r. ustalono urzędowo polską nazwę Pękawnica.